# Tommy Cash (Rapper)

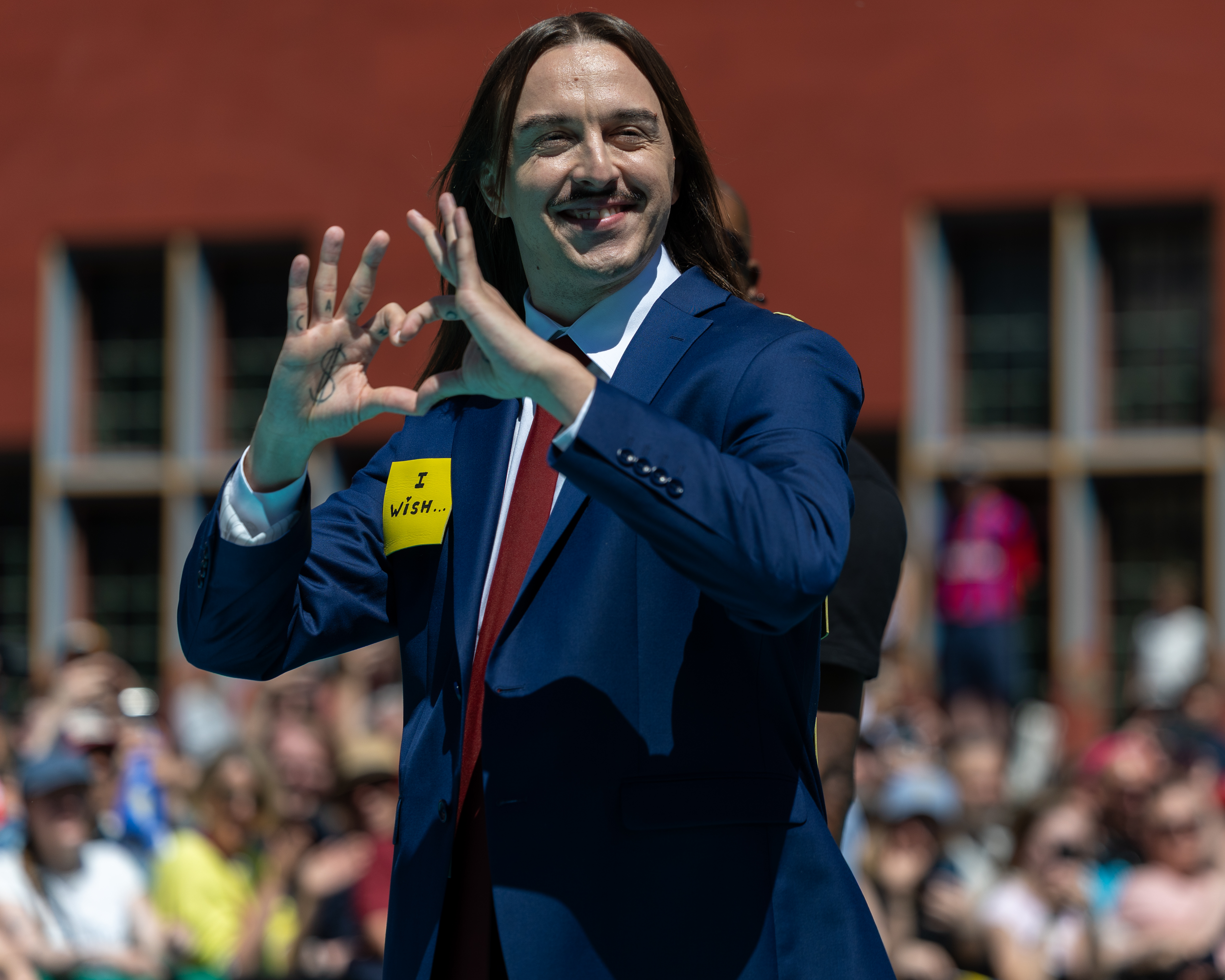
Tommy Cash (2025)

Tommy Cash (* 18. November 1991 als Tomas Tammemets in Kopli, Tallinn) ist ein estnischer Rapper. Er vertrat Estland beim Eurovision Song Contest 2025 in Basel mit dem Song Espresso Macchiato.

## Biografie
Tammemets wuchs in seinem Geburtsort auf. Er hat estnische, russische, ukrainische und kasachische Wurzeln. Er beschreibt sich selbst als „post-soviet Rapper“ mit einer „osteuropäischen Seele“ und einem „skandinavischen Lebenslauf“. Am 13. Mai 2025 trat er im ersten Halbfinale des Eurovision Song Contest an und qualifizierte sich für das Finale am 17. Mai. Dort erreichte er mit 356 Punkten den dritten Platz.

## Diskografie
Alben
- 2014: Euroz Dollaz Yeniz
- 2018: ¥€$

Singles
- 2024: Espresso Macchiato

Kollaborationen
- 2017: Delicious (auf Charli xcxs Album Pop 2)
- 2019: Click - gemeinsam mit Charli xcx und Kim Petras auf Charli xcxs Album Charli
- 2025: United By Music (auf Joost Kleins Album Unity)